# Bernadette (Sängerin)
Bernadette Kraakman (* 1. März 1959 in Amsterdam) ist eine niederländische ehemalige Popsängerin.

## Leben und Wirken
Kraakman war Ende der 1970er Jahre Sängerin bei der Fat Eddy Band, die einige Singles in den Niederlanden veröffentlichte. 1981 hatten sie einen kleinen Hit mit Let Your Body Move It. Ab 1983 versuchte sie sich als Bernadette solo und gewann – immer noch recht unbekannt – die nationale Vorentscheidung zum Eurovision Song Contest 1983. Beim Wettbewerb in München erreichte sie mit dem Titel Sing Me a Song dann den siebten Platz. Die Single konnte sich in den niederländischen Charts platzieren, blieb aber Bernadettes einziger Erfolg. Weitere Singles wurden kaum zur Kenntnis genommen.
1986 gründete sie zusammen mit der Sängerin Ingrid Simons das kurzlebige wie erfolglose Duo Double Trouble. 
Die nächsten Jahre war Bernadette in diversen Zeichentrickfilmen aus dem Hause Disney als Synchronsprecherin zu hören. 
1999 wanderte sie nach Kanada aus, wo sie 15 Jahre lang mit ihrem Mann in Kamloops, British Columbia, ein Pfannkuchen-Restaurant führte. Seit 2014 ist das Ehepaar Eigentümer der Campbell Hills Guest Ranch, ebenfalls in Kamloops. 